# Olympische Winterspiele 2014/Shorttrack – 500 m (Frauen)
Der Wettkampf über 500 m Shorttrack der Frauen bei den Olympischen Winterspielen 2014 wurde am 10. und 13. Februar 2014 im Eisberg-Eislaufpalast ausgetragen.
Olympiasiegerin wurde die Chinesin Li Jianrou vor der Italienerin Arianna Fontana und Park Seung-hi aus Südkorea.

## Rekorde

### Bestehende Rekorde
| Weltrekord         | Wang Meng | 42,597 s | Dresden   | 10. Februar 2013 |
| Olympischer Rekord | Wang Meng | 42,985 s | Vancouver | 17. Februar 2010 |

## Ergebnisse
Q – Qualifikation für die nächste Runde
DSQ – Disqualifikation

### Vorläufe
| Rang | Lauf | Athletin             | Land               | Zeit (s) | Anmerkungen |
| ---- | ---- | -------------------- | ------------------ | -------- | ----------- |
| 1    | 1    | Liu Qiuhong          | China              | 43,542   | Q           |
| 2    | 1    | Kim A-lang           | Südkorea           | 43,919   | Q           |
| 3    | 1    | Lara van Ruijven     | Niederlande        | 44,023   |             |
| 4    | 1    | Tatjana Borodulina   | Russland           | —        | DSQ         |
| 1    | 2    | Elise Christie       | Großbritannien     | 44,775   | Q           |
| 2    | 2    | Sofja Proswirnowa    | Russland           | 44,940   | Q           |
| 3    | 2    | Yui Sakai            | Japan              | 45,051   |             |
| 4    | 2    | Andrea Keszler       | Ungarn             | 45,215   |             |
| 1    | 3    | Jorien ter Mors      | Niederlande        | 44,262   | Q           |
| 2    | 3    | Charlotte Gilmartin  | Großbritannien     | 44,440   | Q           |
| 3    | 3    | Martina Valcepina    | Italien            | 44,493   |             |
| 4    | 3    | Biba Sakurai         | Japan              | 44,628   |             |
| 1    | 4    | Park Seung-hi        | Südkorea           | 44,180   | Q           |
| 2    | 4    | Emily Scott          | Vereinigte Staaten | 45,210   | Q           |
| 3    | 4    | Agnė Sereikaitė      | Litauen            | 45,356   |             |
| 4    | 4    | Véronique Pierron    | Frankreich         | 72,278   |             |
| 1    | 5    | Marianne St-Gelais   | Kanada             | 43,729   | Q           |
| 2    | 5    | Yara van Kerkhof     | Niederlande        | 44,044   | Q           |
| 3    | 5    | Ayuko Itō            | Japan              | 44,174   |             |
| 4    | 5    | Inna Simonowa        | Kasachstan         | 44,387   |             |
| 1    | 6    | Arianna Fontana      | Italien            | 43,568   | Q           |
| 2    | 6    | Li Jianrou           | China              | 43,633   | Q           |
| 3    | 6    | Patrycja Maliszewska | Polen              | 44,154   |             |
| 4    | 6    | Alyson Dudek         | Vereinigte Staaten | —        | DSQ         |
| 1    | 7    | Fan Kexin            | China              | 43,356   | Q           |
| 2    | 7    | Jessica Hewitt       | Kanada             | 43,447   | Q           |
| 3    | 7    | Walerija Reznik      | Russland           | 45,349   |             |
| 4    | 7    | Jessica Smith        | Vereinigte Staaten | 73,344   |             |
| 1    | 8    | Valérie Maltais      | Kanada             | 44,093   | Q           |
| 2    | 8    | Shim Suk-hee         | Südkorea           | 44,197   | Q           |
| 3    | 8    | Veronika Windisch    | Österreich         | 44,586   |             |
| 4    | 8    | Elena Viviani        | Italien            | 44,623   |             |

### Viertelfinale
| Rang | Lauf | Athletin            | Land               | Zeit (s) | Anmerkungen |
| ---- | ---- | ------------------- | ------------------ | -------- | ----------- |
| 1    | 1    | Park Seung-hi       | Südkorea           | 43,392   | Q           |
| 2    | 1    | Marianne St-Gelais  | Kanada             | 43,595   | Q           |
| 3    | 1    | Yara van Kerkhof    | Niederlande        | 43,888   |             |
| 4    | 1    | Charlotte Gilmartin | Großbritannien     | 44,279   |             |
| 1    | 2    | Fan Kexin           | China              | 43,288   | Q           |
| 2    | 2    | Elise Christie      | Großbritannien     | 43,402   | Q           |
| 3    | 2    | Emily Scott         | Vereinigte Staaten | 44,709   |             |
| 4    | 2    | Jessica Hewitt      | Kanada             | 60,971   |             |
| 1    | 3    | Liu Qiuhong         | China              | 43,478   | Q           |
| 2    | 3    | Jorien ter Mors     | Niederlande        | 43,572   | Q           |
| 3    | 3    | Kim A-lang          | Südkorea           | 43,673   |             |
| 4    | 3    | Sofja Proswirnowa   | Russland           | 43,862   |             |
| 1    | 4    | Arianna Fontana     | Italien            | 43,405   | Q           |
| 2    | 4    | Li Jianrou          | China              | 43,486   | Q           |
| 3    | 4    | Valérie Maltais     | Kanada             | 43,550   |             |
| 4    | 4    | Shim Suk-hee        | Südkorea           | 43,572   |             |

### Halbfinale
QA – Qualifikation für das A-Finale
QB – Qualifikation für das B-Finale
| Rang | Lauf | Athletin           | Land           | Zeit (s) | Anmerkungen |
| ---- | ---- | ------------------ | -------------- | -------- | ----------- |
| 1    | 1    | Park Seung-hi      | Südkorea       | 43,611   | QA          |
| 2    | 1    | Arianna Fontana    | Italien        | 43,624   | QA          |
| 3    | 1    | Marianne St-Gelais | Kanada         | 44,069   | QB          |
| 4    | 1    | Jorien ter Mors    | Niederlande    | 44,242   | QB          |
| 1    | 2    | Elise Christie     | Großbritannien | 43,837   | QA          |
| 2    | 2    | Li Jianrou         | China          | 43,841   | QA          |
| 3    | 2    | Liu Qiuhong        | China          | 43,916   | QB          |
| 4    | 2    | Fan Kexin          | China          | 84,431   | QB          |

### B-Finale
| Rang | Athletin           | Land        | Zeit (s) | Anmerkungen |
| ---- | ------------------ | ----------- | -------- | ----------- |
| 5    | Liu Qiuhong        | China       | 44,188   |             |
| 6    | Fan Kexin          | China       | 44,297   |             |
| 7    | Jorien ter Mors    | Niederlande | 44,311   |             |
| 8    | Marianne St-Gelais | Kanada      | 44,359   |             |

### A-Finale
| Rang | Athletin        | Land           | Zeit (s) | Anmerkungen |
| ---- | --------------- | -------------- | -------- | ----------- |
| 1    | Li Jianrou      | China          | 45,263   |             |
| 2    | Arianna Fontana | Italien        | 51,250   |             |
| 3    | Park Seung-hi   | Südkorea       | 54,207   |             |
| 4    | Elise Christie  | Großbritannien | —        | DSQ         |